# Mirage de la vie
Pour les articles homonymes, voir Imitation of Life.
Pour plus de détails, voir Fiche technique et Distribution.
Mirage de la vie (titre original : Imitation of Life) est un film américain réalisé par Douglas Sirk et sorti en 1959. C'est le dernier long métrage de ce réalisateur.
C'est le remake du film Images de la vie (Imitation of Life), réalisé par John M. Stahl et sorti en 1934, adapté d'un roman de Fannie Hurst. 

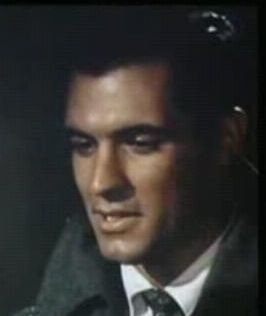
John Gavin

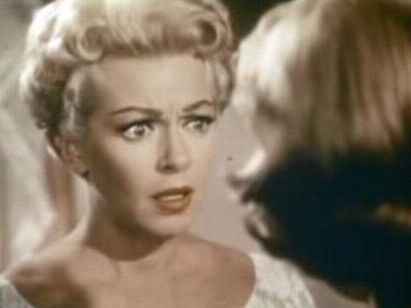
Lana Turner

## Synopsis
À New York, Lora Meredith jeune veuve et mère d’une fillette, Susie, veut se lancer dans la carrière d’actrice mais a du mal à joindre les deux bouts. Elle fait la rencontre d’Annie Johnson, une femme noire, également seule dans la vie avec sa fille Sarah Jane. Les deux femmes se lient d’amitié et Lora accueille les Johnson chez elle. Annie tient la maison pendant que Lora cherche du travail. Elle fréquente un jeune photographe, Steve Archer, quand la chance lui sourit enfin en la personne d’Allen Loomis qui accepte de devenir son impresario. Il la présente à un écrivain, David Edwards, qui séduit va la propulser sur le devant de la scène. Lora décide alors de sacrifier sa vie privée à la réussite de sa carrière et refuse la demande en mariage de Steve Archer.
Des années ont passé, Lora est maintenant une star accomplie et passe son existence au travers de ses personnages. Susie et Sarah Jane ont grandi ensemble, élevées par la fidèle Annie toujours présente. Négligée par sa mère, Susie a reporté son affection sur Annie. Sarah Jane, de nature ombrageuse et violente, a toujours rejeté ses origines noires. Étant de pigmentation claire, elle se fait passer pour blanche au collège et auprès de son petit ami, mais celui-ci se rend compte de la supercherie et tabasse Sarah Jane. Désabusée, elle devient agressive envers Susie et sa mère qu’elle rend responsable de sa condition. Elle provoque même Lora et ses invités, jouant les domestiques noires en se dandinant un plateau sur la tête. Lora voulant mettre un peu de distance avec son métier renoue avec Steve Archer et envisage de se marier. Pourtant quand on lui propose un rôle en or, Lora ne peut refuser et part tourner en Italie. Pendant l’absence de sa mère, Susie se rapproche de Steve et  tombe amoureuse. Les relations de Sarah Jane avec sa mère se dégradent. Rejetant l’affection de sa mère, elle s’enfuit et devient entraîneuse dans un night-club. Sa mère retrouve sa trace en Californie et fait le voyage pour la revoir une dernière fois, lui promettant de ne plus l’ennuyer. Lora, de retour, confie son désir de se marier avec Steve, au grand désarroi de sa fille. Après un affrontement avec sa mère, Susie décide de quitter la maison pour un collège à Denver. Brisée par le chagrin, Annie tombe gravement malade et meurt dans les bras de Lora. Annie, ayant économisé toute sa vie et selon ses dernières volontés, reçoit  un somptueux enterrement en présence de tous ses amis. Traversant la foule, Sarah Jane se jette sur le cercueil en demandant pardon à sa mère. Elle suivra le cortège en compagnie de Lora, Steve et Susie.

## Fiche technique
- Titre : Mirage de la vie
- Titre original : Imitation of Life
- Réalisation : Douglas Sirk
- Scénario : Eleonor Griffin, Allan Scott, d'après le roman de Fannie Hurst
- Production : Ross Hunter
- Société de production et de distribution : Universal Pictures
- Photographie : Russell Metty
- Musique : Frank Skinner et Henry Mancini (non crédité)
- Chansons :
  - Imitation of life, musique de Sammy Fain, paroles de Paul Francis Webster, interprétée par Earl Grant
  - Trouble of the world, interprétée par Mahalia Jackson
- Direction artistique : Alexander Golitzen
- Décors : Russell A. Gausman et Julia Heron
- Costumes : Bill Thomas et Jean Louis Berthauldt pour les costumes de Lana Turner
- Montage : Milton Carruth
- Pays d'origine : États-Unis
- Langue : Anglais
- Format : Eastmancolor
- Genre : Mélodrame
- Durée : 125 minutes
- Date de sortie : 30 avril 1959 (USA)
- Affiches : Reynold Brown (États-Unis), Constantin Belinsky (France)

## Distribution

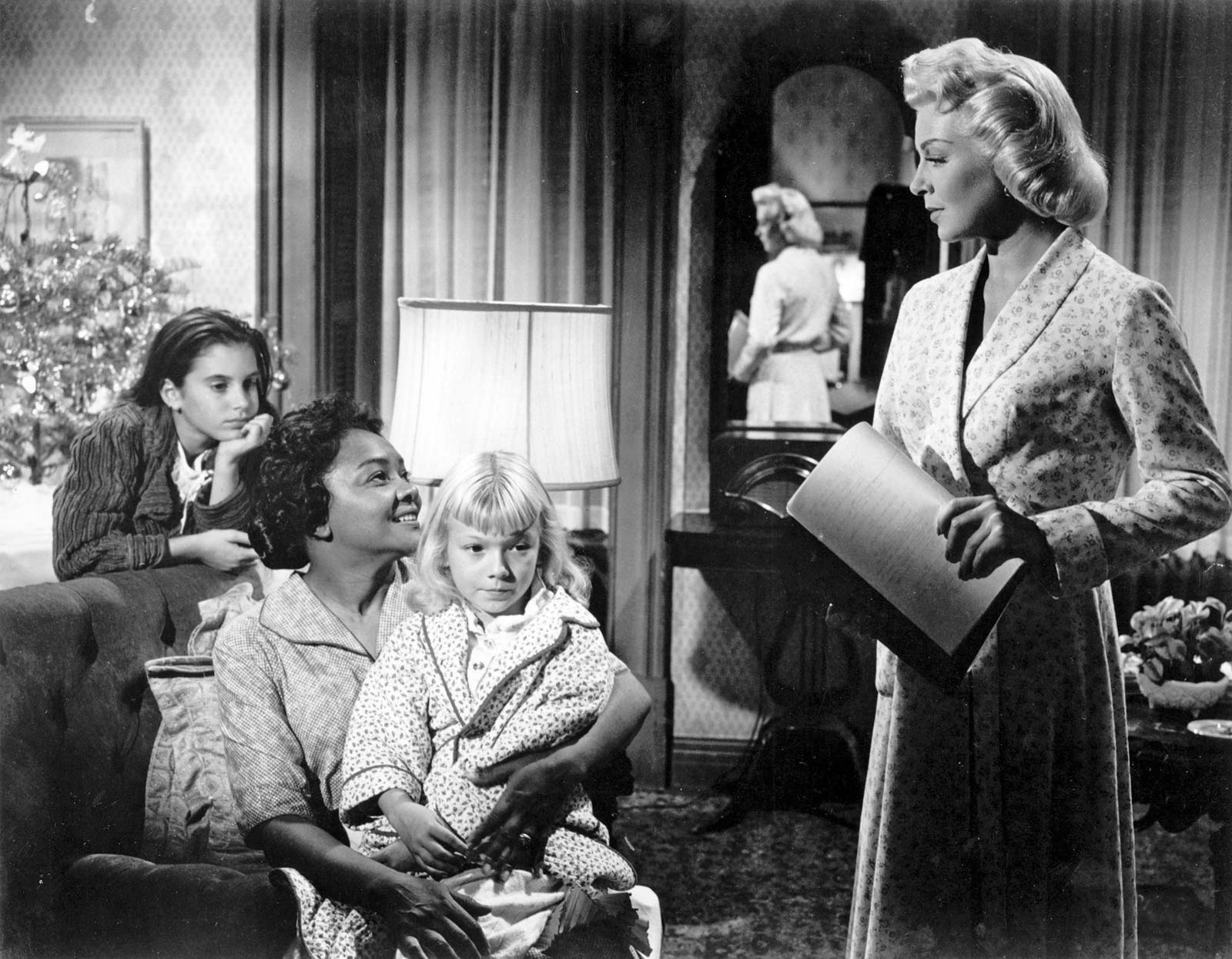
Karen Dicker, Juanita Moore, Terry Burnham et Lana Turner dans une scène du film.

- Lana Turner  (VF : Jacqueline Ferriere) : Lora Meredith
- John Gavin  (VF : Raymond Loyer) : Steve Archer
- Sandra Dee (VF : Françoise Dorléac) : Susie Meredith
- Juanita Moore (VF : Morena Casamance) : Annie Johnson
- Susan Kohner  (VF : Martine Sarcey) : Sarah Jane Johnson
- Dan O'Herlihy  (VF : Pierre Gay) : David Edwards
- Terry Burnham : Susie enfant
- Karen Dicker : Sarah Jane enfant
- Robert Alda  (VF : Roger Rudel) : Allen Loomis
- Troy Donahue : Frankie
- Maida Severn  (VF : Cécile Didier) : L'institutrice
- Joel Fluellen (VF : Georges Aminel) : Le pasteur
- Billy House : Le gros homme sur la plage
- Myrna Fahey : Iris Dawn

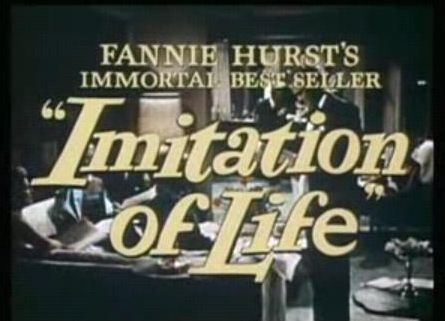
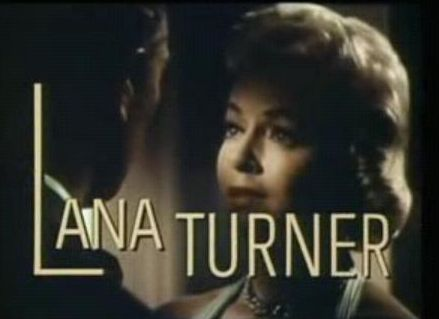
Lana Turner
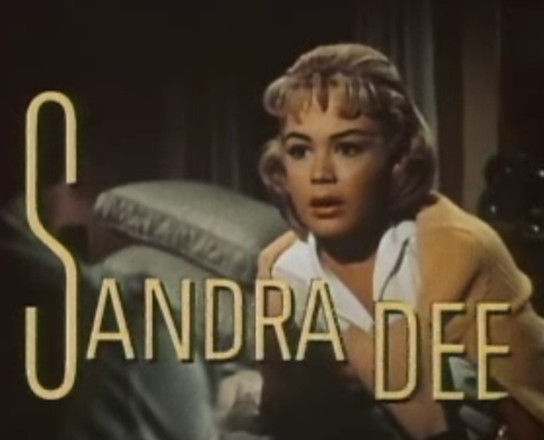
Sandra Dee
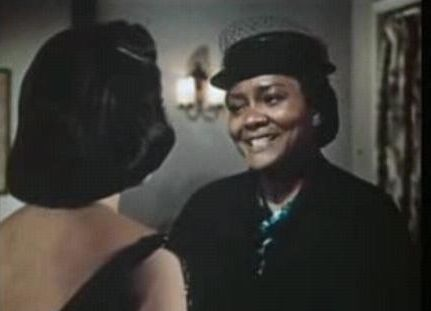
Juanita Moore
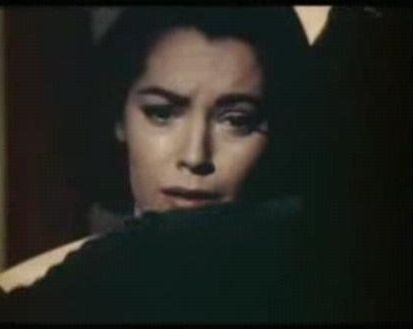
Susan Kohner
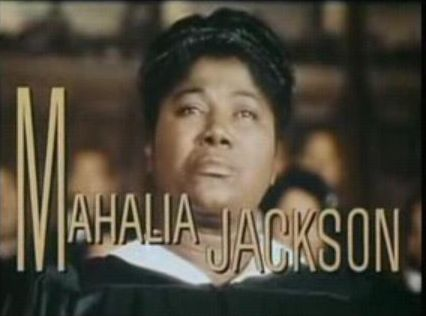
Mahalia Jackson

## Commentaire

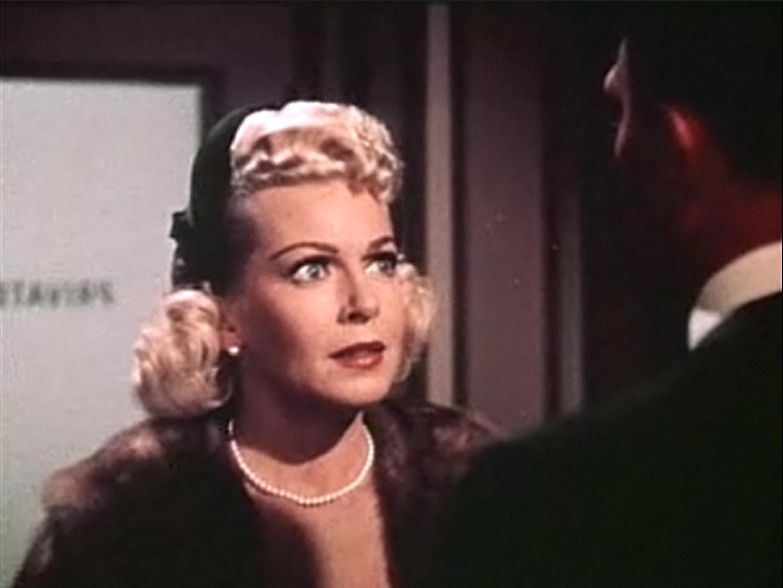
Lana Turner dans une scène du film.

Ce film analyse le contexte socio-politique d'une époque, en l'occurrence les années 1950 américaines marquées par le racisme omniprésent mais aussi la timide mais réelle aspiration des femmes à plus de liberté, tant professionnelle que sexuelle.
Mirage de la vie est à la fois les adieux de Douglas Sirk au cinéma américain et le chant du cygne du vieux système hollywoodien. Également, en cette fin des années cinquante, le mélodrame, genre typiquement hollywoodien représenté par des œuvres comme Une étoile est née, La Comtesse aux pieds nus, Le Secret magnifique, La Colline de l'adieu, Écrit sur du vent, Elle et lui, Comme un torrent, La Croisée des destins, brille avec Mirage de la vie de ses derniers feux. Mélodrame sublimé, le film annonce le sommet et le déclin du genre.
Douglas Sirk réalise avec Mirage de la vie son dernier film américain, considéré comme son testament cinématographique. La maladie et son désir de ne pas se répéter vont désormais l’éloigner des studios hollywoodiens « Un nouvel Hollywood était en gestation, dit Sirk, un Hollywood prêt à engendrer des œuvres comme Easy Rider – en tout cas une autre génération de films, au style très différent. Mais je ne me sentais plus assez jeune pour attendre cette ère nouvelle, et continuer à faire des films exactement comme avant n’avait plus de sens pour moi, car j’avais alors d’autres préoccupations et d’autres centres d’intérêt... »
Ainsi Douglas Sirk va refuser plusieurs films dont une énième version de Madame X qui sera tourné par David Lowell Rich avec Lana Turner, puis il retourne en Allemagne pour redevenir metteur en scène de théâtre.

## Réception

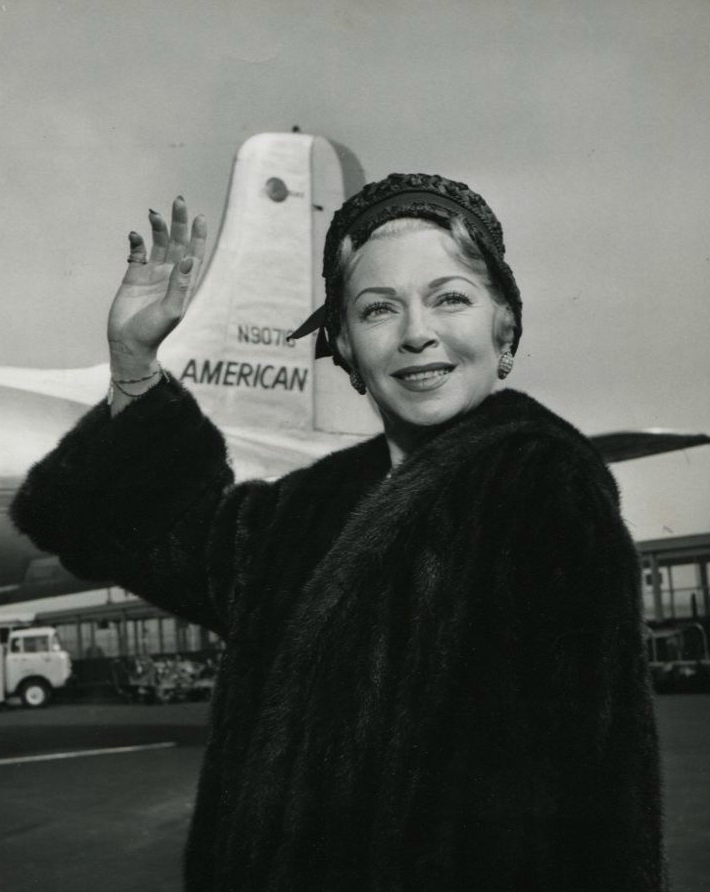
Lana Turner lors de la tournée de promotion du film.

L'énorme succès du Mirage de la vie, remit à flot les studios Universal Pictures alors en proie aux plus graves difficultés financières. Il est le neuvième au box-office américain de l'année 1959 avec près de 6,4 millions de dollars de bénéfices pour les États-Unis et 25 millions de dollars dans le monde. Lana Turner a travaillé sans salaire mais avec un intéressement de 50 % sur les profits du film ce qui la laissa à l'abri du besoin.

## Nominations
- 32e cérémonie des Oscars :
  - Juanita Moore – meilleure actrice dans un second rôle
  - Susan Kohner – meilleure actrice dans un second rôle
- 12e cérémonie des Directors Guild of America Awards : meilleure réalisation – Douglas Sirk

## Discographie
- Parue initialement en 33 tours au Japon seulement, la bande originale du film Imitation of Life composée par Frank Skinner et dirigée par Joseph Gershenson a été rééditée sur CD chez Disques Cinémusique en 2012. Voir la présentation en ligne.